# Torre de graduación

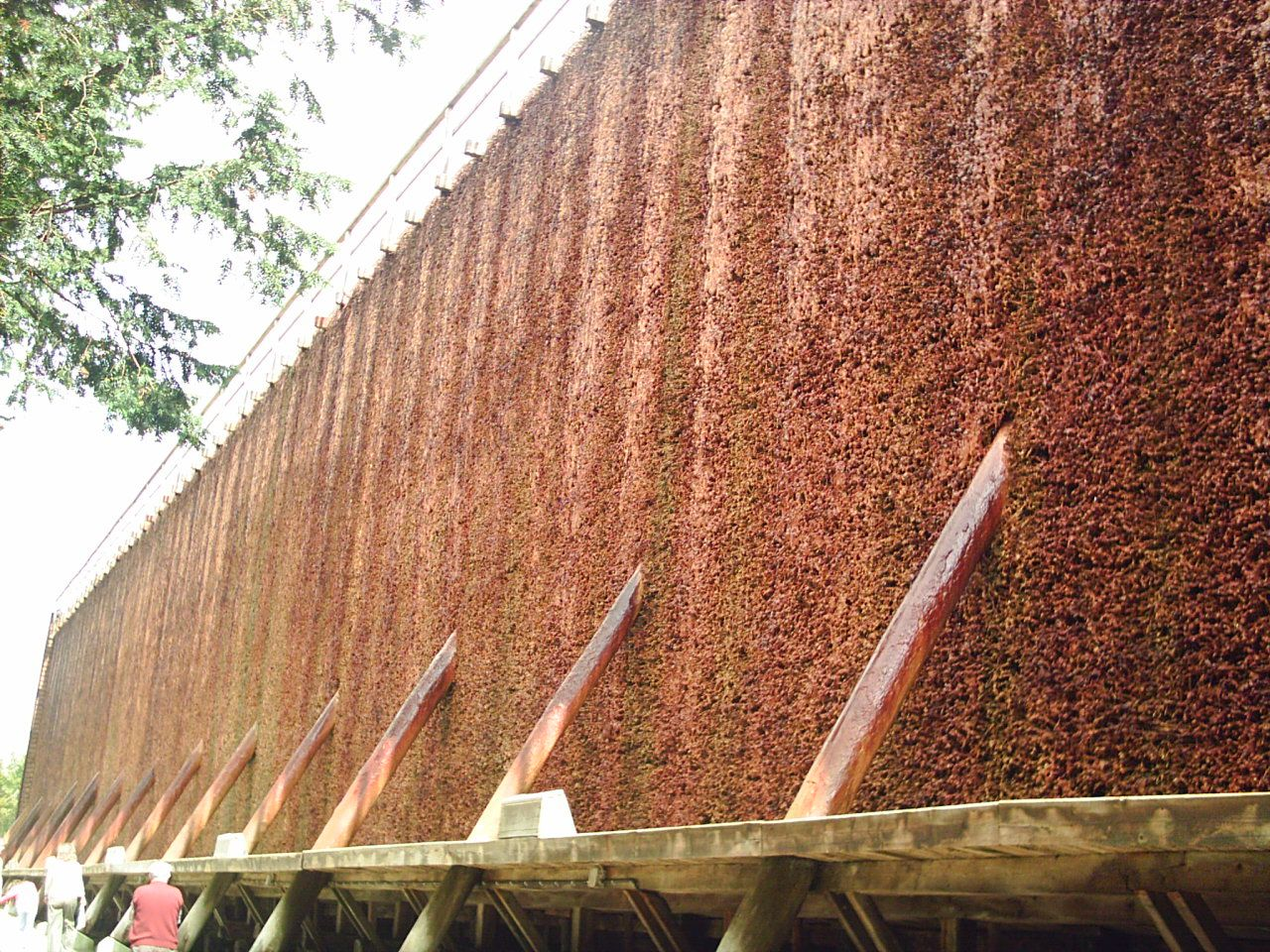
Bad Salzuflen, Alemania.

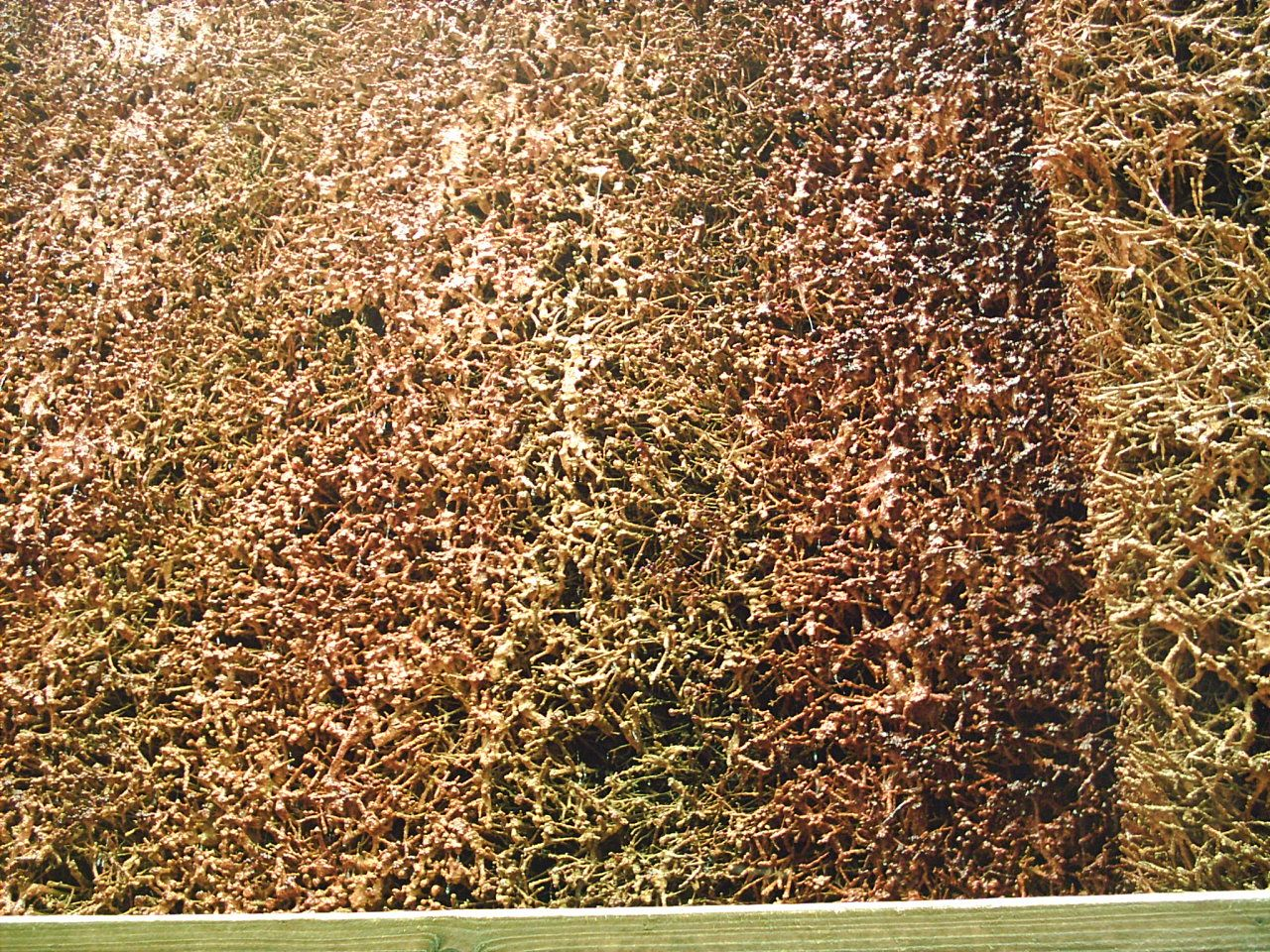
Detalle.

Una torre de graduación es una estructura que se utiliza para quitar agua de una solución salina, usada en la producción de sal. Nótese que este nombre es una traducción literal e inadecuada de graduation tower. Ni la forma de esta construcción es la de una torre ni graduación significa exponer un líquido en grandes superficies al aire para acelerar su evaporación. 
Consiste en una estructura de madera con forma de pared en la que el marco se rellena con paquetes de broza. Aumenta la concentración de una solución de sales minerales. El agua salada se desplaza abajo de la torre, y por la acción de la brisa y del sol, el agua de la parte superior se evapora en parte; al mismo tiempo cierto contenido mineral de la solución se condensa en los palillos de la broza.
El complejo más grande y famoso de estas torres de graduación está en Ciechocinek, Polonia. Esta magnífica construcción al 100% de madera, fue erigida en el siglo XIX por Stanisław Staszic. Consiste en 3 torres de graduación con una longitud total de 2 kilómetros. Las torres de graduación se pueden encontrar en una serie de ciudades alemanas de balneario. Las gotitas de agua ricas en minerales en el aire se tienen como con efectos benéficos sobre la salud, similares a las que respiramos en aire de mar.
En Polonia también hay torres de graduación en la ciudad de Inowrocław.

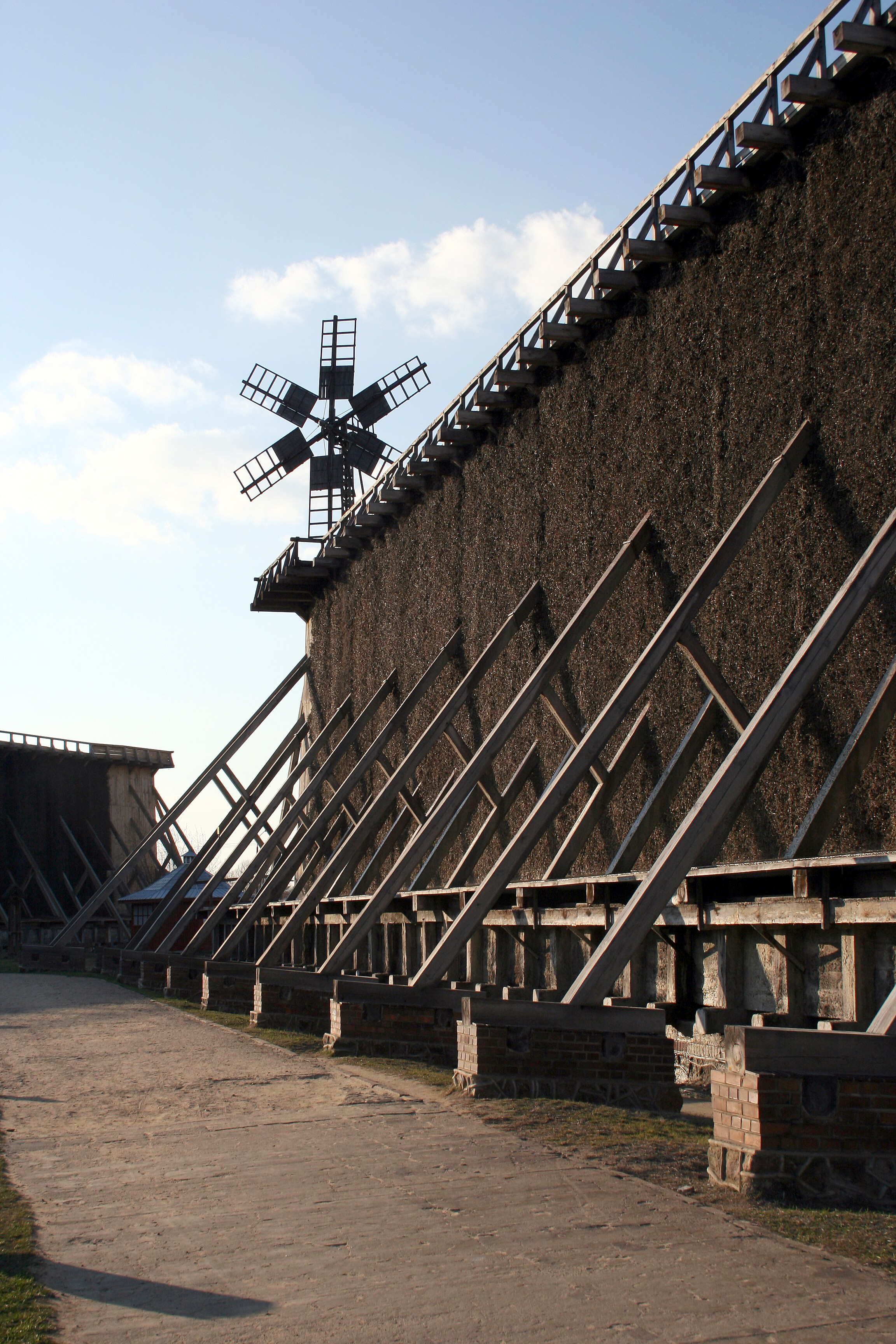
Torre de graduación en Ciechocinek
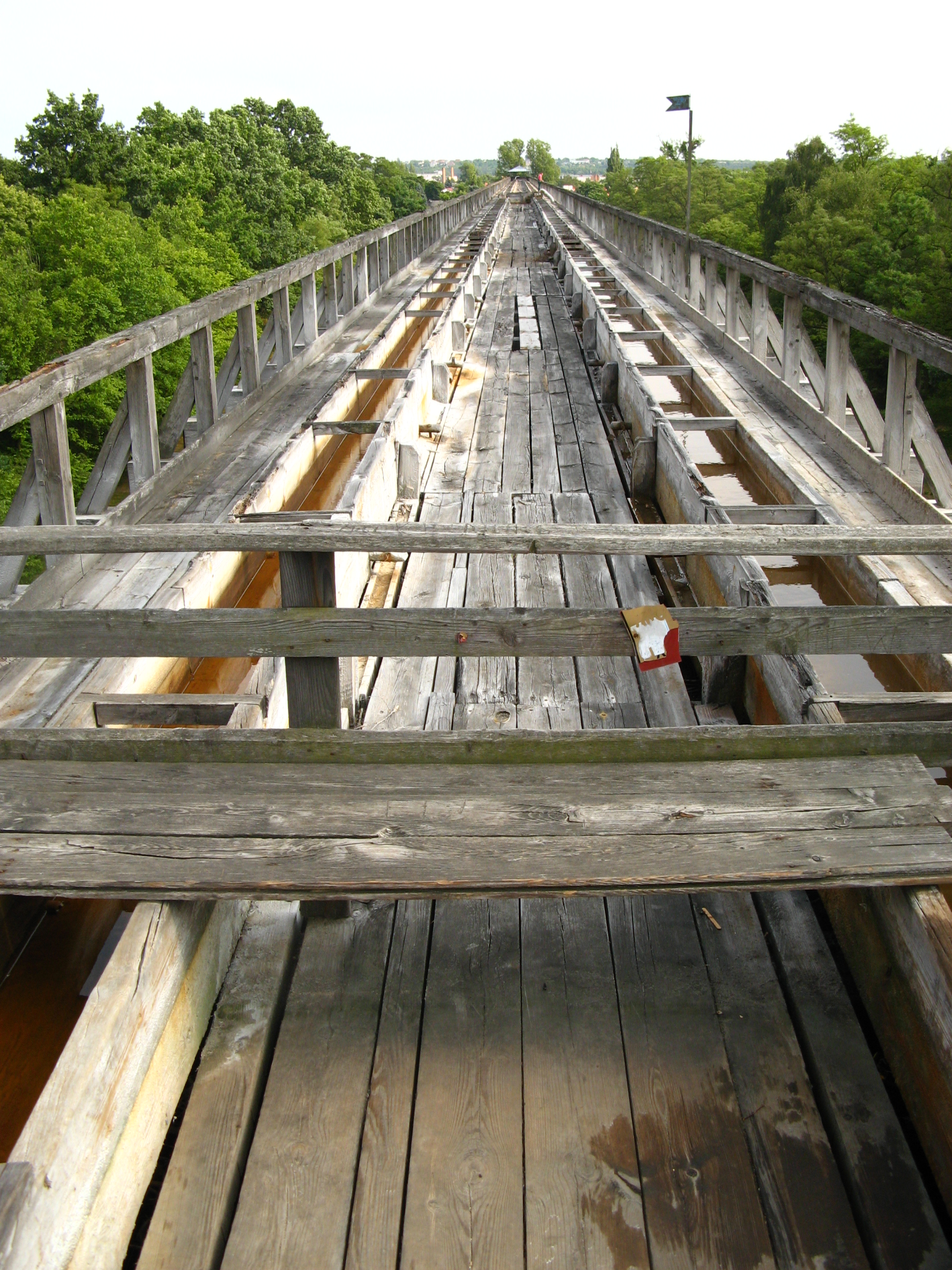
Parte central de la torre de graduación en Ciechocinek
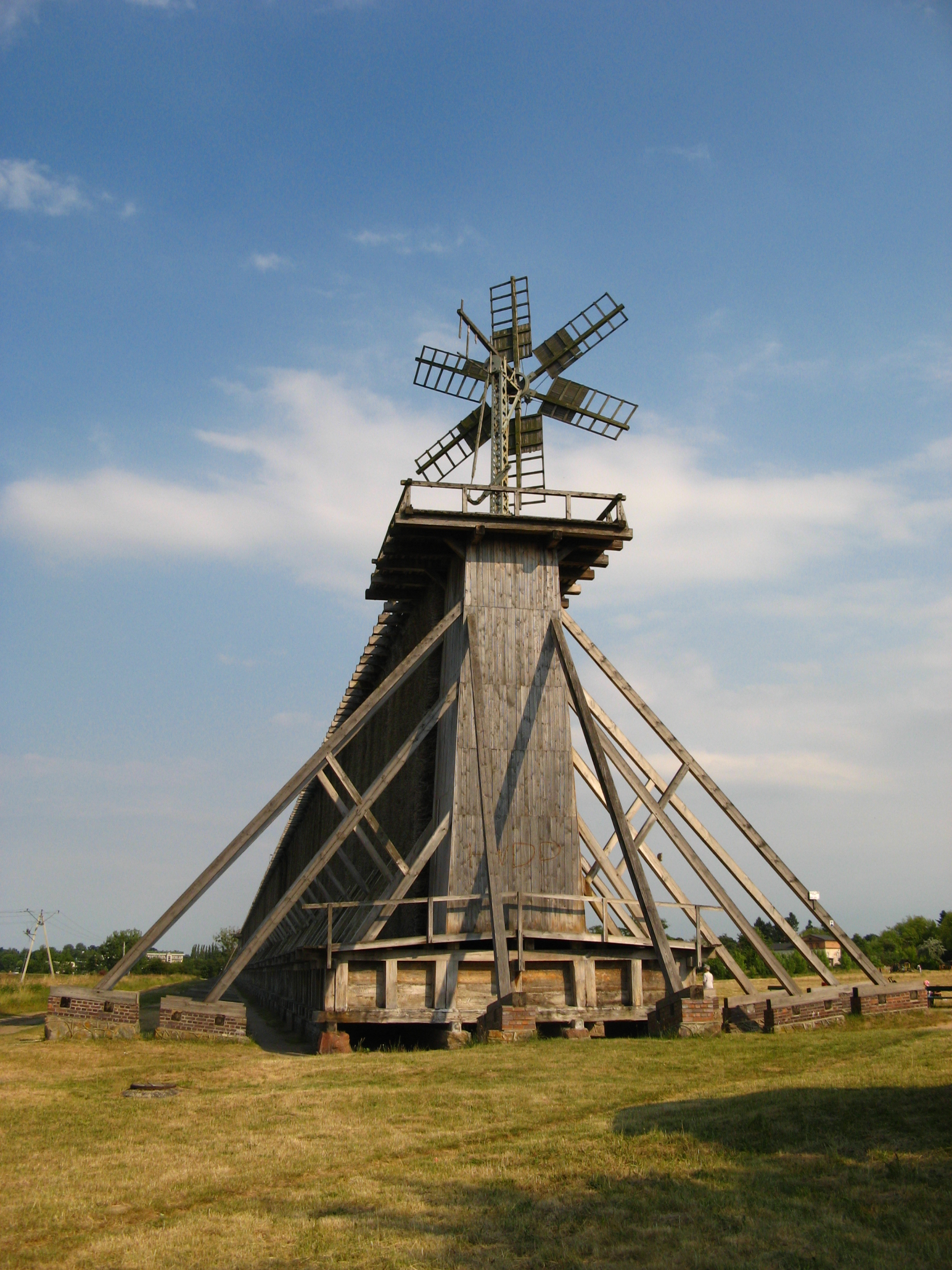
Canto de la torre de graduación en Ciechocinek
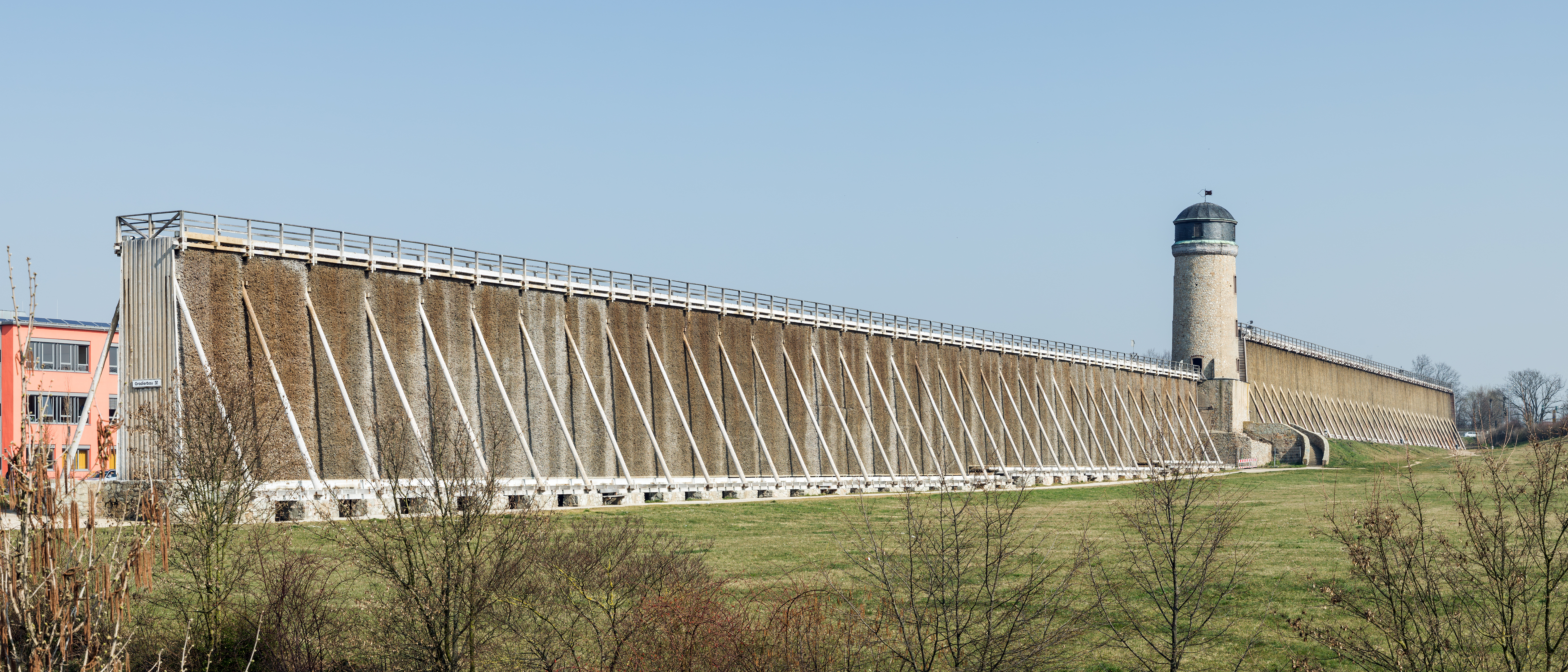
Torre de graduación en Bad Nauheim, Marzo 2014

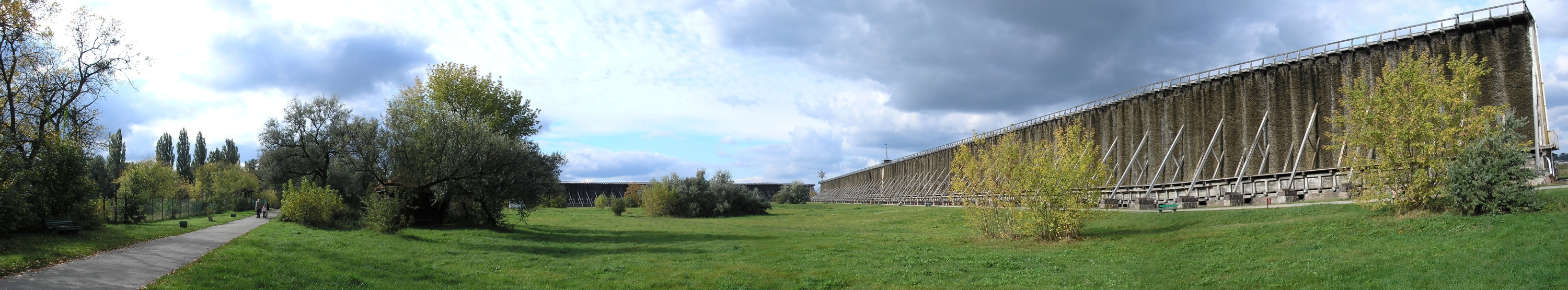
La mayor torre de graduación del mundo en Ciechocinek.

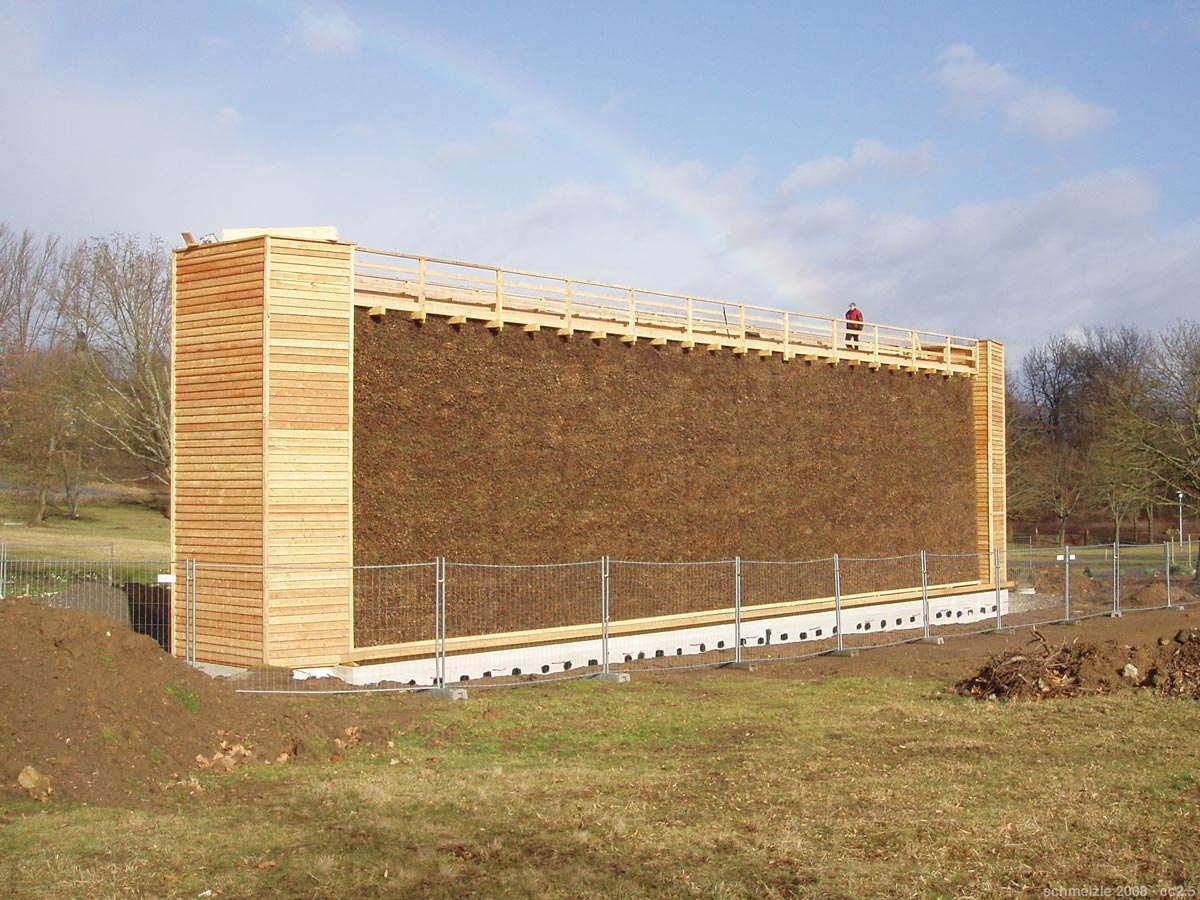
Torre de graduación en Bad Rappenau im Bau, Febrero 2008
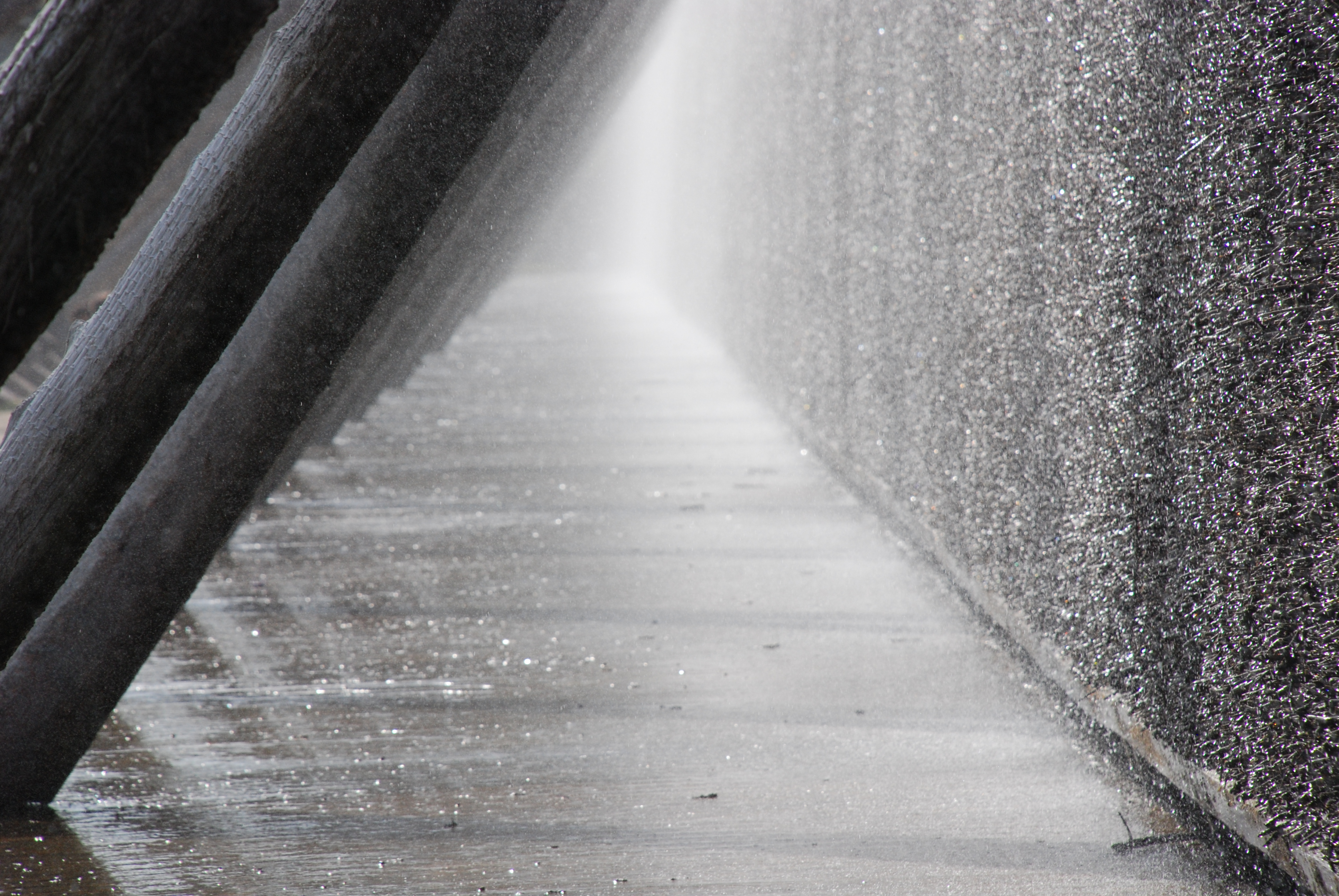
Aerosoles que se producen en la torre de graduación
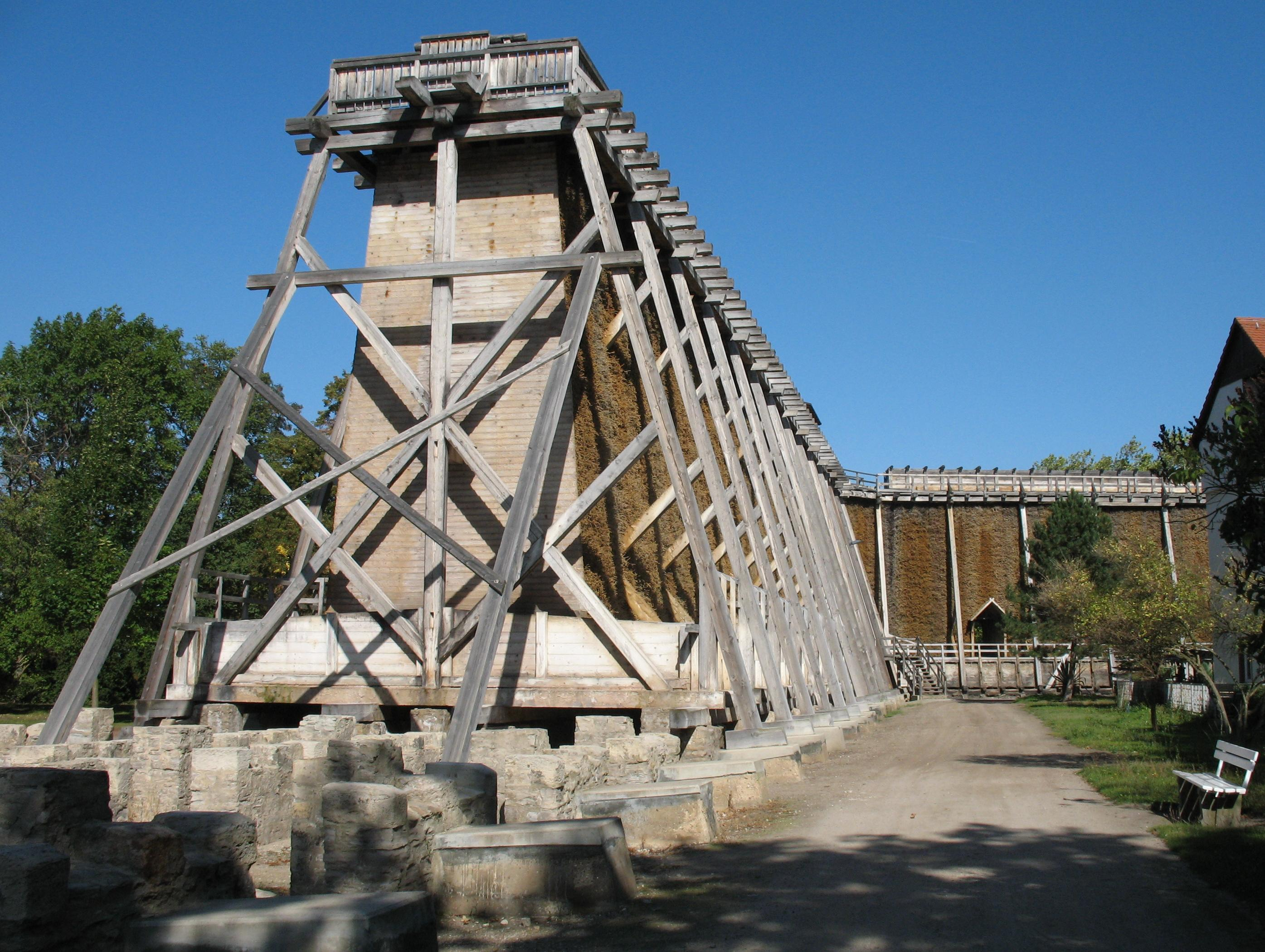
Torre de graduación en Bad Dürrenberg